# Sava Savanovič
Sava Savanovič (Сава Савановић) je jedním z nejznámějších upírů v balkánském a srbském folklóru.

## Legenda
Sava Savanovič prý žil ve starém vodním mlýně na řece Rogačica ve vesnici Zarožje, která se nachází v obci Bajina Bašta. Říkalo se, že zabíjel mlynáře, když přišli mlít obilí, a pil jejich krev. Ačkoli je obvykle považován za prvního srbského upíra, existují tvrzení, že ho v srbském folklóru předběhl Petar Blagojevič z Kisiljeva, který zemřel v roce 1725. Blagojevič a události s ním spojené vzbudily tehdy pozornost po celé Evropě a představují jeden z prvních příkladů upíří hysterie.
Přesto však Sava Savanovič zůstává dodnes nejznámějším upírem v Srbsku.

## Vodní mlýn
Vodní mlýn se nachází 3 km od silnice Bajina Bašta–Valjevo, v hlubokém údolí řeky Rogačica. Místo, kde se mlýn nachází, bylo popsáno jako „úzká a temná rokle“. Posledních několik desítek let patřil mlýn spojený se Savou Savanovićem rodině Jagodičů a běžně se mu říká „Jagodića vodenica“ (mlýn Jagodićů). Byl v provozu až do konce 50. let 20. století. Po jeho uzavření se stal turistickou atrakcí spolu s dalšími zajímavostmi ve Valjevu a okolních vesnicích.
Na počátku 10. let 21. století byly vyřešeny majetkoprávní spory a místní samospráva nechala mlýn, postavený ze dřeva a kamene, zrekonstruovat a přeměnit na plnohodnotnou turistickou atrakci. Plánovalo se také, že mlýn bude opět uveden do provozu a bude vyrábět mouku pojmenovanou po Savovi Savanovičovi, zatímco místní zemědělci by zde prodávali med a rakiji. Součástí plánů byla i výstavba přístupové cesty, která by jej propojila s hlavní silnicí. Autorem projektu rekonstrukce byl architekt Aleksandar Gavovič.
Prvním dokončeným projektem byla přístupová cesta, ale jen měsíc po jejím dokončení se mlýn v roce 2012 zřítil. Městské úřady tehdy s nadsázkou vydaly veřejné varování před možným zdravotním rizikem s tím, že Savanovič je nyní volný a hledá si nový domov. Již v roce 2011 bylo patrné, že se mlýn může brzy zhroutit, ale tamní úřady doufaly, že vydrží do rekonstrukce. Projekt rekonstrukce mlýna v autentické podobě byl sice vytvořen, ale chyběly finanční prostředky. Původně se v roce 2012 zřítila pouze střecha, ale v následujících letech se začaly bortit i dřevěné stěny.
Do prosince 2018 byl mlýn zrekonstruován a přístupová cesta byla částečně upravena. Základy a sloupy byly zpevněny, postavena nová střecha a položena nová krytina. Práce měly pokračovat na jaře 2019, kdy mělo dojít k instalaci mlýnského kola, mlýnského kamene a umělému rozšíření potoka. Po dokončení těchto úprav by měl být mlýn opět uveden do provozu.

## V kultuře
Sava Savanovič se objevuje v povídce Posle devedeset godina (Po devadesáti letech), kterou napsal srbský realistický spisovatel Milovan Glišič, a také v hororovém filmu Leptirica, který je touto povídkou inspirován. Dále vystupuje v románu Strah i njegov sluga (Strach a jeho sluha), který napsala Mirjana Novakovič.
V lednu 2010 si město Valjevo zvolilo mytického Savu Savanoviče jako turistického maskota města i celého regionu Kolubara. Zarožje a Valjevo se nacházejí na opačných stranách pohoří Povlen, ale obě místa si nárokují Savu Savanoviče jako svou značku. Místní komunita v Zarožji hrozila, že město zažaluje, ale nakonec pouze podala oznámení na policii v Bajině Baště, že jim byl „Savanovič ukraden“.
Sava Savanovič se krátce objevuje také v románu One Thousand Monsters (Tisíc příšer) od Kima Newmana ze série Anno Dracula jako jeden z uprchlých upírů v Tokiu. Jeho useknutá hlava skutálí během rozhodující bitvy o Yokai Town.